# وسووا-زدروی
وسووا-زدروی (به لاتین: Wysowa-Zdrój) یک روستا در لهستان است که در گمینا اوشچیه گورلیتسکیه واقع شده‌است. وسووا-زدروی ۷۰۱ نفر جمعیت دارد.